# Zona francului
Zona francului este constituită din zonele geopolitice în care sunt utilizate monede care erau altădată legate de francul francez ( vechile colonii sau teritoriile de peste mări) și sunt astăzi legate de euro printr-un sistem de paritate fixă garantată de bonuri de Tezaur franceze.
Aceste monede rezultă din politica de cooperare monetară a Băncii Franței și a băncilor centrale ale fostelor colonii, legate prin acorduri.

Francul CFP corespunde zonelor de suveranitate franceză și este emis de o instituție publică franceză, Institutul de Emisiune de Peste Mări, în franceză Institut d'émission d'outre-mer.
Banca Franței gerează acest ansamblu sub conceptul de Zone franc, în română Zona francului.
Patru zone geopolitice privesc aceste dispoziții:
| Deviza                         | ISO 4217 | Bancă | Zona | Paritate (FRF)     | Paritate (EUR)        | Data parității |
| ------------------------------ | -------- | ----- | --- | ------------------ | --------------------- | -------------- |
| Franc CFA (UEMOA) al UEMOA     | XOF      | BCEAO | Africa de Vest: - Benin - Burkina Faso - Côte d'Ivoire - Guineea-Bissau - Mali - Niger - Senegal - Togo                        | 100 XOF = 1 FRF    | 1 EUR = 655,957 XOF   | 1994           |
| Franc CFA (CEMAC) al CEMAC     | XAF      | BEAC  | Africa centrală : - Camerun - Congo - Gabon - Guineea Ecuatorială - Republica Centrafricană (Republica Africa Centrală) - Ciad | 100 XAF = 1 FRF    | 1 EUR = 655,957 XAF   | 1994           |
| Franc comorez / Franc comorian | KMF      | BCC   | - Comore | 75 KMF = 1 FRF     | 1 EUR = 491,96775 KMF | 1994           |
| Franc CFP (sau Franc Pacific)  | XPF      | IEOM  | Franța (Pacific): - Noua Caledonie - Polinezia Franceză - Wallis și Futuna                                                     | 100 XPF = 5,50 FRF | 1 EUR ≈ 119,3317 XPF  | 1998           |